# Jessie Bay
Die Jessie Bay (in Argentinien Bahía Uruguay) ist eine 6 km breite Bucht an der Nordküste von Laurie Island im Archipel der Südlichen Orkneyinseln zwischen der Mackenzie-Halbinsel im Westen und der Pirie-Halbinsel im Osten. Ihre Einfahrt liegt zwischen dem westlich gelegenen Kap Robertson und Kap Mabel im Osten.
Gesichtet wurde sie vermutlich erstmals 1821 vom britischen Robbenfängerkapitän George Powell (1794–1824) mit der Sloop Dove und seinem US-amerikanischen Pendant Nathaniel Palmer mit der Sloop James Monroe. Eine grobe Kartierung nahm 1822 der britische Seefahrer und Robbenjäger James Weddell vor. Teilnehmer der Scottish National Antarctic Expedition (1902–1904) führten 1903 eine Vermessung der Bucht durch. Expeditionsleiter William Speirs Bruce benannte sie nach seiner Ehefrau Jessie Mackenzie Bruce (1870–1942). Namensgeber der argentinischen Benennung ist die Korvette Uruguay.